# ケビン・ブローシュ
ケヴィン・ブローシュ（Kevin Brauch 1968年7月18日-）は、カナダ出身のテレビ出演者。
2002年よりSusan Cardinalよりウェブ上で公開されているThe Thirsty Travelerのホストを務めている。これで2005年にジェミニ賞を受賞している。2005年よりアイアン・シェフ・アメリカのレポーターを務めている。フード・ネットワーク・カナダのSuperstar Chef Challengeにホストとして出演した。